# Pagode
Pagode es un subgénero del samba que surgió en Río de Janeiro. Con el tiempo, el término "pagode" comenzó a usarse como sinónimo de samba, debido a que los bailarines de samba usaban este nombre para sus fiestas o pagodes.
En el aspecto musical, el pagode nacería precisamente de esta manifestación popular completamente marginal a los acontecimientos musicales de los grandes medios brasileños. A partir de la aparición de una nueva generación de músicos de samba en Río de Janeiro en los años ochenta, con origen en estos pagodes y que innovaría la forma de hacer samba, el término "pagode" bautizaría espontáneamente el nuevo estilo musical derivado del samba.

## Pagode Baiano
Pagode Baiano es un subgénero del pagode que surgió en Bahía. El género se aleja del estilo carioca porque tiene un enfoque más bailable que romántico.

### Pagodão Beat
Pagodão Beat es un género musical nacido en Bahía, Brasil, en la década de 2000. Pagodão Beat es una rama del pagode baiano que se ha adaptado al auge de la música electrónica.
El género abandona instrumentos como el cavaquinho y la pandereta y comienza a adoptar sintetizadores y guitarra eléctrica, característicos del electro-axé, manteniendo la percusión rítmica del pagode Baiano. La letra del género se vuelve más atrevida que el baile, contrario a la propuesta original.

### Pagodão Percussivo
Pagodão Percussivo es un género musical nacido en Bahía, Brasil, en la década de 2010. El estilo mantiene la percusión y el ritmo del pagode baiano adhiriéndose a la instrumentación de la música latina, reemplazando los instrumentos de cuerda por guitarra acústica. El mayor éxito del subgénero fue "Ziguiriguidum", de la banda Filhos de Jorge.